# Pezcore
Pezcore é o álbum de estreia da banda americana de ska punk Less Than Jake, lançado em 1995, relançado no mesmo ano e mais tarde em 2002. A banda anunciou que o álbum seria relançado uma terceira vez, o que ocorreu em 18 de março de 2008, pela gravadora fundada pela própria banda: Sleep It Off Records.

## Faixas

### Edição padrão
1. "Liquor Store" - 2:44
2. "My Very Own Flag" - 2:47
3. "Johnny Quest Thinks We're Sellouts" - 2:55
4. "Big" - 3:04
5. "Shotgun" - 2:56
6. "Black Coffee" - 2:24
7. "Throw the Brick" - 2:10
8. "Growing Up on a Couch" - 2:30
9. "Blindsided" - 2:50
10. "Downbeat" - 2:10
11. "Jen Doesn't Like Me Anymore" - 2:55
12. "Out of the Crowd" - 2:31
13. "Robo" - 1:33
14. "Where in the Hell is Mike Sinkovich?" - 2:13
15. "Process" - 2:39
16. "Three Quarts Drunk" - 2:05
17. "Boomtown" - 2:34
18. "Short on Ideas" - 1:47
19. "One Last Cigarette" - 4:38
20. "Jeffersons" (lançamento da Dill apenas)
21. "Laverne & Shirley" (lançamento da Dill e do Japão apenas, faixa oculta no lançamento da Asian Man)
22. "Soundcheck" (lançamento da Dill apenas)
23. "Time and a Half on 2nd Ave and 6th Street" (lançamento da Dill apenas)

### Edição de aniversário
1. "Liquor Store" - 2:44
2. "My Very Own Flag" - 2:47
3. "Johnny Quest Thinks We're Sellouts" - 2:55
4. "Big" - 3:04
5. "Shotgun" - 2:56
6. "Black Coffee" - 2:24
7. "Throw the Brick" - 2:10
8. "Growing Up on a Couch" - 2:30
9. "Blindsided" - 2:50
10. "Downbeat" - 2:10
11. "Jen Doesn't Like Me Anymore" - 2:55
12. "Out of the Crowd" - 1:31
13. "Robo" - 1:33
14. "Where in the Hell is Mike Sinkovich?" - 2:133
15. "Process" - 2:39
16. "Three Quarts Drunk" - 2:05
17. "Boomtown" - 2:34
18. "Short on Ideas/One Last Cigarette" - 4:17